# Sistema Judiciário de Israel
Judiciário de Israel é um ramo independente do governo que inclui ambos os tribunais civis e tribunais religiosos.

## Tribunais civis

### Supremo Tribunal
Em Jerusalém, funciona como um tribunal de apelação. Ela também serve como Supremo Tribunal como tribunal de primeira instância, em geral sobre as questões relativas à legalidade das decisões das autoridades estaduais.

### Tribunais distritais
Tribunais Distritais em Israel servem como tribunais de segunda instância e tribunais de primeira instância como em alguns casos (por exemplo, negócios imobiliários). Em 2007, havia seis tribunais distritais:
- Jerusalém
- Tel Aviv-Yafo
- Haifa
- Nazaret
- Região Central (Petah Tikva)
- Beerseba

### Tribunais Distritais de Assuntos Administrativos
Adjacente a cada Tribunal Distrital de um tribunal distrital dos Assuntos Administativos, que pode ser lançado petições contra ramos de obras do governo.

### Tribunais magistrados
Também chamado de "Cortes de Paz", os magistrados Tribunais servem como tribunais de primeira instância para demandas cíveis de até dois milhões de shekels. Há 30 magistrados tribunais.

### Tribunais de pequenas causas
Adjacente a cada juiz Tribunal funciona para pequenas causas judiciais, que recebem demandas de até 18.000 shekels (cerca de US $ 4.500). Estes tribunais não seguem o processo normal de apresentação de provas, apesar de extensa documentação escrita e para o depósito de um apresentações ação judicial. Estes tribunais emitiu veredictos até sete dias após o julgamento.

### Tribunais do Trabalho
Há cinco tribunais de trabalho em Israel, atuando como um tribunal de primeira instância, e uma Justiça do Trabalho Nacional, em Jerusalém, que funciona como um tribunal de apelação e como um tribunal em casos de importância nacional. Ele tem jurisdição exclusiva sobre casos que lidam com as relações empregado-empregador, pré-emprego, pós-emprego, greves e disputas trabalhistas e reclamações contra o Instituto Nacional de Seguros relacionados ao trabalho.

### Tribunal de Almirantazgo
Todas as questões relacionadas com o Almirantazgo, marinha mercante, acidentes no mar e outras questões semelhantes são julgados pelo tribunal do Almirantazgo, localizado em Haifa, e com jurisdição nacional.

## Tribunais religiosos judeus
Ver também: Religião em Israel
Ver também: Batei Din
Autoridades religiosas estão sob o controle do Escritório do Premiê e o Rabinato Chefe de Israel. O Rabinato é responsável por questões relacionadas com a kashrut (Leis dietéticas judaicas), casamentos, certificação dos rabinos local, e relacionado a questões de direito e personalizados religiosos judeus. Serviços religiosa Autoridade no Gabinete do Primeiro-Ministro tem a responsabilidade de fornecer fundos para instituições religiosas judaicas, bem como conselhos religiosos regionais. Além disso, o Gabinete do Primeiro-Ministro fornece a estrutura para a operação dos "din Batei" casos especiais que tratam de conversão Judaísmo (guiur).
Rabínicas Tribunais, cujos Dayanim ( "juízes") são eleitos por um comitê presidido pelo Ministro da Justiça tem jurisdição sobre assuntos relacionados com a dissolução de casamentos judaicos. Isto significa que um casal judeu só pode obter um divórcio através de uma Corte Rabínica. No entanto, se um pedido de matérias civis relativas ao divórcio (como ter filhos, apoio financeiro, distribuição de propriedade, etc.) são apresentadas em tribunal civil antes que o arquivo divórcio é aberto em uma Corte Rabínica em seguida, todas as questões relativas à dissolução do casamento será tratado por um leigo Vara de Família. Se, pelo contrário, um dos cônjuges iniciar uma ação na Corte Rabínica (incluindo um pedido de reconciliação conjugal), o Tribunal Rabínico irá assumir que todas as outras reivindicações são parte da demanda para o divórcio primário, e as partes podem enfrentar um parecer nos termos de Halajá (lei religiosa judaica), e não de acordo com as leis civis, deixando as mulheres em desvantagem.

## Tribunais religiosos não-judeus
As outras religiões centrais em Israel, como o islão e o cristianismo, estão supervisionadas por seus próprios organismos religiosos oficiais (ainda que os juízes kaddis muçulmanos e druzos são também elegidos pela Knéset), os quais têm jurisdições similares sobre suas congregantes às dos cortes religiosas judias.
Uma das excepções se dá no caso dos cortes religiosos muçulmanos, as quais têm um maior controle sobre os assuntos de família, resultado do aplicativo do princípio de statu quo, que continua acordos obtidos em seu momento com o Mandato Britânico em Palestiniana dantes do estabelecimento do Estado de Israel em 1948.
Entre as implicações da jurisdição sobre assuntos familiares que as cortes religiosas têm sobre suas congregantes em Israel, se encontra a impossibilidade dos membros da comunidade católica de obter um divórcio, já que o mesmo não existe no marco de seu regulamento religioso.

## Tribunais Militares
O Corte Militar de Apelações de Israel é o máximo órgão judicial nas Forças de Defesa de Israel, e inclui aos tribunais militares regionais e especiais. Os cortes militares encarrega-se de casos regulares, como faltas disciplinarias dos soldados. Desde 1967, com a ocupação israelita de Gaza e Cisjordânia, encarrega-se de casos apresentados na contramão de insurgentes, terroristas, saboteadores e fabricantes de bombas palestinianos. Uma média de 10.000 palestinianos são detentos e processados anualmente por estas cortes. Segundo Yesh Din , uma organização israelita de monitoreao dos direitos humanos, o procentaje de absoluciones do 2006 foi de 0.29%.
Conquanto os arguidos nos cortes militares têm direito a um advogado, na prática as visitas dos mesmos vêem-se limitadas simplesmente porque os advogados palestinianos não conseguem permissões primeiramente a Israel, ou os advogados israelitas não conseguem permissões primeiramente aos territórios ocupados. A detenção de presos palestinianos em cárceres israelitas é considerada uma violação ao artigo 76 da Quarta Convenção de Genebra.